# بریدشاهیان
بریدشاهیان (انگلیسی: Bidar Sultanate) یکی از سلطان‌نشین‌های دکن در اواخر قرون وسطی در جنوب هند بود.